# Aires protégées du Sri Lanka
Les aires protégées du Sri Lanka sont administrées par le Département de la conservation des forêts et le Département de la conservation de la vie sauvage. Il y a 501 aires protégées au Sri Lanka. En 2003, les aires protégées représentaient au total 1 767 000 ha, toutes catégories confondues. Cela représente 26,5 % de la surface totale du Sri Lanka.
Les aires protégées tombant sous la supervision du Département de la conservation des forêts incluent les forêts définies dans le « National Heritage Wilderness Area Act » de 1988, les réserves forestières et les forêts gérées durablement. Inscrite à la liste du patrimoine mondial, la réserve forestière de Sinharâja est un exemple de « forêt de l'héritage national ». 32 forêts sont classées en tant que forêt de conservation dont Knuckles Mountain Range.
Les réserves naturelles, parc nationaux, corridors forestiers et sanctuaires reconnus par le « Flora and Fauna Protection Ordinance » sont gérées par le Département de la conservation de la vie sauvage.

## Biodiversité
L'endémisme et la diversité végétale au Sri Lanka sont assez élevés. Des 3314 espèces de plantes à fleurs réparties en 1052 genres, 916 espèces et 18 genres sont endémiques. 
Des 55 espèces de Diptérocarpes du Sri Lanka (« Hora » en Cingalais), 54 ne peuvent être trouvées qu'ici dans le monde. La diversité des amphibiens du Sri Lanka commence seulement à être appréhendée, le pays pourrait accueillir près de 140 espèces d'amphibiens.[réf. nécessaire] Plus de 50 espèces de crabes d'eau douce peuplent le Sri Lanka.

## Les menaces et les efforts de conservation

### Déforestation
Entre 1990 et 2000, le Sri Lanka perdait en moyenne 26 800 ha de forêt par an, soit une moyenne de 1,14 % de la superficie du pays par an. Entre 2000 et 2005 ce taux s'est accru à 1,43 % par an.

### Effort de conservation
92 « aires clés de biodiversité » (en anglais Key Biodiversity Areas ou KBA) ont été identifiées grâce à un procédé coordonné par le « Wildlife Heritage Trust » du Sri Lanka et l'université de Peradeniya. Plusieurs autres données et publications ont également été intégrées dans l'analyse, notamment les informations recueillies sur les Zones Importantes pour la Conservation des Oiseaux (ZICO) collectées par le Field Ornithology Group of Sri Lanka. Presque toutes ces KBA sont situées dans la zone humide au sud ouest du pays. Ces zones sont considérées comme irremplaçables car chaque site contient des espèces endémiques que l'on ne trouve nulle part ailleurs, et certaines accueillent plus de 100 espèces menacées de disparition.
La flore et la faune du Sri Lanka sont largement sous-étudiées. Par exemple, le Petit-duc de Sérendip n'a été décrit, ainsi que neuf autres espèces endémiques de l'île qu'en 2004. Le nombre d'espèces endémiques semble donc être largement sous-estimé.

## Les catégories d'aires protégées

### Réserves forestières et réserves proposées
Un nombre de réserves forestières et de réserves proposées sont gérées par le Département de la conservation forestière. Ces aires sont des écosystèmes riches en biodiversité. Parmi cette catégorie d'aires protégées on peut citer :
- Bambarabotuwa
- Beraliya proposed reserve
- Dellawa proposed reserve
- Delwala
- Gilimale-Erathna
- Kalugala
- Kekunandura
- Kombala-Kottawa
- Malambure
- Morapitiya Runakanda
- Mulatiyana
- Nahitimukalana proposed reserve
- Oliyagankele
- Rammala Kanda
- Viharakele
- Yagirala

## Aires protégées nationales
En fonction de leurs objectifs, les aires protégées nationales sont classés en six catégories principales. Les quatre premières catégories couvrent l'ensemble des régions et écozones du Sri Lanka. Les catégories 5, 6 et 7 ont été rajoutées en 1993 par amendement du « Flora and Fauna Protection Ordinance », bien qu'il n'y ait jusqu'ici aucune région classée dans ces catégories.[réf. souhaitée][Quand ?]
1. réserve naturelle stricte
2. parc national
3. réserve naturelle
4. corridor de jungle
5. refuge
6. réserve marine
7. zone tampon
8. sanctuaire

### Réserve naturelle stricte
Les activités humaines sont restreintes dans les réserves strictes. Ces zones sont protégées comme des systèmes naturels purs. Les recherches sont autorisées sous la supervision du Département de la conservation de la vie sauvage et avec l'approbation préalable du directeur.
- Hakgala, 1 141,6 ha, créé le 5 février 1938
- Yala, 28 904,7 ha, créé le 10 mars 1939
- Ritigala, 1 528,1 ha, créé le 7 novembre 1941

### Parcs nationaux
Les parcs nationaux sont des zones ouvertes au public pour découvrir et étudier la vie sauvage sri lankaise. Néanmoins des règles nécessaires à la protection de la vie sauvage et des habitats sont mises en place.
| Parc national      | Illustration | Province                                       | Date de création | Surface (km²) |
| ------------------ | ------------ | ---------------------------------------------- | ---------------- | ------------- |
| Adam’s Bridge      |              | Province du Nord                               | 22 juin 2015     | 190           |
| Angammedilla       |              | Province du Centre-Nord                        | 6 juin 2006      | 75            |
| Bundala            |              | Province du Sud                                | 4 janvier 1993   | 62            |
| Chundikkulam       |              | Province du Nord                               | 22 juin 2015     | 196           |
| Delft              |              | Province du Nord                               | 22 juin 2015     | 18            |
| Flood Plains       |              | Province du Centre-Nord                        | 7 août 1984      | 174           |
| Gal Oya            |              | Province de l'Est Province d'Uva               | 12 février 1954  | 259           |
| Galway's Land      |              | Province du Centre                             | 18 mai 2006      | 0             |
| Hikkaduwa          |              | Province du Sud                                | 8 octobre 2002   | 1             |
| Horagolla          |              | Province de l'Ouest                            | 28 juillet 2004  | 0             |
| Horowpathana       |              | Province du Centre-Nord                        | 6 décembre 2011  | 26            |
| Horton Plains      |              | Province du Centre                             | 16 mars 1988     | 32            |
| Kaudulla           |              | Province du Centre-Nord                        | 1er avril 2002   | 69            |
| Kumana (Yala East) |              | Province de l'Est                              | 20 janvier 1970  | 181           |
| Lahugala Kitulana  |              | Province de l'Est                              | 31 octobre 1980  | 16            |
| Lunugamvehera      |              | Province du Sud Province d'Uva                 | 8 décembre 1995  | 235           |
| Madhu Road         |              | Province du Nord                               | 22 juin 2015     | 164           |
| Maduru Oya         |              | Province de l'Est Province d'Uva               | 9 novembre 1983  | 588           |
| Minneriya          |              | Province du Centre-Nord                        | 12 août 1997     | 89            |
| Pigeon Island      |              | Province de l'Est                              | 24 juin 2003     | 5             |
| Somawathiya        |              | Province de l'Est Province du Centre-Nord      | 2 septembre 1986 | 376           |
| Udawalawe          |              | Province de Sabaragamuwa Province d'Uva        | 30 juin 1972     | 308           |
| Ussangoda          |              | Province du Sud                                | 6 mai 2010       | 3             |
| Wasgamuwa          |              | Province du Centre Province du Centre-Nord     | 7 août 1984      | 371           |
| Wilpattu           |              | Province du Centre-Nord Province du Nord-Ouest | 25 février 1938  | 1,317         |
| Yala (Ruhuna)      |              | Province du Sud Province d'Uva                 | 25 février 1938  | 979           |

### Réserves naturelles
L'observation et l'étude de la vie sauvage dans ces zones est restreinte. Néanmoins, comme pour les réserves naturelles strictes, les recherches scientifiques sont encouragées sous la supervision du Département de la conservation de la vie sauvage. Cette catégorie d'aire protégée diffère des réserves naturelles strictes en n'interdisant pas les activités humaines traditionnelles.
| Aire protégée       | Superficie en hectares | Date de création |
| ------------------- | ---------------------- | ---------------- |
| Triconamadu         | 25,019.3               | 1986-10-24       |
| Riverine            | 824.1                  | 1991-07-31       |
| Minneriya-Girithale |                        |                  |
| II block            | 1,923.6                | 1993-06-25       |
| III block           | 4,745.3                | 1995-07-07       |
| IV block            | 8,335.5                | 1997-09-01       |
| Wetahirakanda       | 3,229                  | 2002-06-07       |

### Corridors de jungle
Le seul corridor de jungle déclaré l'a été sous le programme de développement Mahaweli.

### Sanctuaires
Les sanctuaires assurent la protection de la vie sauvage sur des terrains privés en dehors de l'action gouvernementale. Dans les sanctuaires la protection des habitats naturels n'interdit pas la pratique des activités humaines. Une autorisation d'entrée n'est pas nécessaire dans ces zones.
| Aire protégée                       | Superficie en hectares | Date de création |
| ----------------------------------- | ---------------------- | ---------------- |
| Chundikulam                         | 11,149.1               | 1938-02-25       |
| Parc national de Wilpattu, Nord     | 632                    | 1938-02-25       |
| Telwatta                            | 1,424.5                | 1938-02-25       |
| Weerawila-Tissa                     | 4,164.2                | 1938-05-27       |
| Katagamuwa                          | 1,003.6                | 1938-05-27       |
| Polonnaruwa                         | 1,521.6                | 1938-05-27       |
| Tangamale                           | 131.5                  | 1938-05-27       |
| Mihintale                           | 999.6                  | 1938-05-27       |
| Kataragama                          | 837.7                  | 1938-05-27       |
| Anuradhapura                        | 3,500.5                | 1938-05-27       |
| Udawatta Kele Sanctuary             | 104                    | 1938-07-29       |
| Rocky Islets                        | 1.2                    | 1940-10-25       |
| Peak Wilderness Sanctuary           | 22,379.1               | 1940-10-25       |
| Kurulu Kele (Kegalle)               | 113.3                  | 1941-03-14       |
| Pallemalala                         | 13.7                   | 1942-10-23       |
| Welhilla Kategilla                  | 134.3                  | 1949-02-18       |
| Kokkilai                            | 1,995                  | 1951-05-18       |
| Senanayake Samudra                  | 9,324                  | 1954-02-12       |
| Gal Oya North-East                  | 12,432                 | 1954-02-12       |
| Gal Oya South-East                  | 15,281                 | 1954-02-12       |
| Giant's Tank                        | 4,330.1                | 1954-09-24       |
| Vavunikulam                         | 4,856.2                | 1963-06-21       |
| Sakamam                             | 616.4                  | 1963-06-21       |
| Padawiya Tank                       | 6,475                  | 1963-06-21       |
| Naval Headworks Sanctuary           | 18,130                 | 1963-06-21       |
| Great Sober Island                  | 64.7                   | 1963-06-21       |
| Little Sober Island                 | 6.5                    | 1963-06-21       |
| Kimbulwana Oya                      | 492.1                  | 1963-06-21       |
| Mahakanadarawa Wewa                 | 519.3                  | 1966-12-09       |
| Madhu Road                          | 26,677                 | 1968-06-28       |
| Seruwila-Allai                      | 15,540                 | 1970-10-09       |
| Paretitivu Island                   | 97.1                   | 1973-05-18       |
| Honduwa Island                      | 8.5                    | 1973-11-19       |
| Buddhangala                         | 1,841.3                | 1974-11-01       |
| Ravana Falls                        | 1,932                  | 1979-05-18       |
| Medinduwa                           | 0.8                    | 1980-06-06       |
| Kalametiya lagoon                   | 2,525.2                | 1984-11-01       |
| Sri Jayawardenapura birds sanctuary | 449.2                  | 1985-01-09       |
| Victoria-Randenigala-Rantambe       | 42,087.3               | 1987-01-30       |
| Maimbulkanda - Nittambuwa           | 25.1                   | 1988-06-08       |
| Parapuduwa Nuns' Island             | 189.6                  | 1988-08-17       |
| Kahalla-Pallekele                   | 21,690                 | 1989-07-01       |
| Sigiriya                            | 5,099                  | 1990-01-26       |
| Bellanwila-Attidiya                 | 372                    | 1990-07-25       |
| Bar Reef                            | 30,669.9               | 1992-04-03       |
| Nimalawa                            | 1,065.8                | 1993-02-18       |
| Madunagala                          | 995.2                  | 1993-06-30       |
| Muthurajawela block I               | 1,028.6                | 1996-10-31       |
| Muthurajawela block II              | 256.8                  | 1996-10-31       |
| Anawilundawa                        | 1,397                  | 1997-06-11       |
| Elahera-Girithale                   | 14,035.2               | 2000-01-13       |
| Dahaiyagala                         | 2,685.1                | 2002-06-07       |
| Tabbowa                             | 2,193.3                | 2002-07-19       |
| Rumassala                           | 170.7                  | 2003-01-03       |
| Kiralakele                          | 310                    | 2003-09-08       |
| Eluwiliyaya                         | 186                    | 2009-09-11       |
| Kaudulla-Minneriya                  | 8,777.3                | 2004-06-01       |
| Kirama                              | 45.7                   | 2004-10-06       |
| Kudumbigala                         | 6,533.9                | 2006-02-20       |
| Rekawa                              | -                      | 2006-05-25       |
| Godawaya                            | -                      | 2006-05-25       |
| Bundala - Wilmanna                  | 3,339.4                | 2006-06-30       |
| Maduganga                           | 2,300                  | 2006-07-17       |
| Bogahapitiya (proposé)              |                        |                  |

## Conventions internationales

### Réserves de biosphère

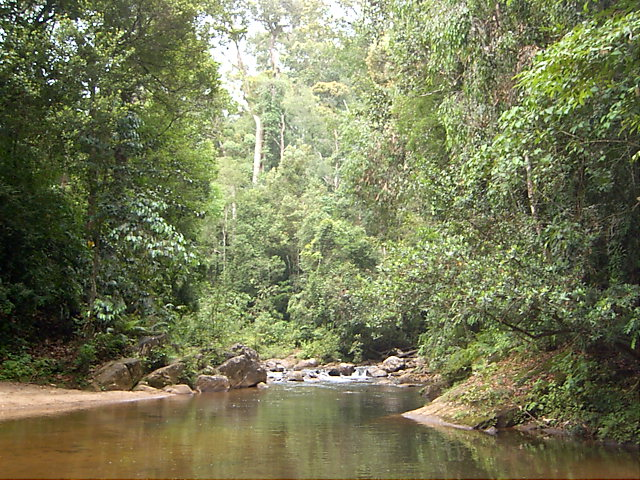
Site du patrimoine mondial de l'UNESCO, la réserve forestière de Sinharaja est une aire protégée au Sri Lanka, également réserve de biosphère.

Le Programme sur l'homme et la biosphère de l'UNESCO a permis la reconnaissance de quatre réserves de biosphère au Sri Lanka : 
- Hurulu, 1977
- Sinharaja, 1978
- Kanneliya-Dediyagala-Nakiyadeniya (KDN), 2004
- Bundala, 2005.

En plus de ces réserves de biosphère internationales, des réserves nationales de biosphère ont été désignées, dont 33 sont administrées par le Département de conservation de la forêt et quatre autres par le Département de la conservation de la vie sauvage.

### Sites Ramsar
La convention de Ramsar est entrée en vigueur au Sri Lanka le 15 octobre 1990. En janvier 2020, le pays compte 6 sites Ramsar, couvrant une superficie de 1 981,72 km2.

### Patrimoine mondial
En 2013, le Sri Lanka compte 2 sites naturels inscrits au patrimoine mondial.

### Zones importantes pour la conservation des oiseaux
Les zones importantes pour la conservation des oiseaux correspondent à un inventaire scientifique dressé en application d'un programme international de Birdlife International visant à recenser les zones les plus favorables pour la conservation des oiseaux sauvages.
En 2022, le Sri Lanka possède 127 zones importantes pour la conservation des oiseaux, couvrant une surface de 15 414 627 ha. Il a été inventorié dans le pays 438 espèces d'oiseaux, dont 28 menacées.